# Gärdsgårdsserie
Gärdsgårdsserie, ibland även lingonserie, är en lätt nedsättande sportterm för de lägre divisionerna i ett seriesystem. Den syftar på att lag i dessa serier inte förväntas ha tillgång till riktiga idrottsanläggningar utan spelar på gärden eller ängar (jämför ängagäng).
Gärdsgårdsserien är även en tv-serie om fotboll från de lägre divisionerna som produceras av Joel Segerdahl för Eurosport.